# Сплав (туризм)

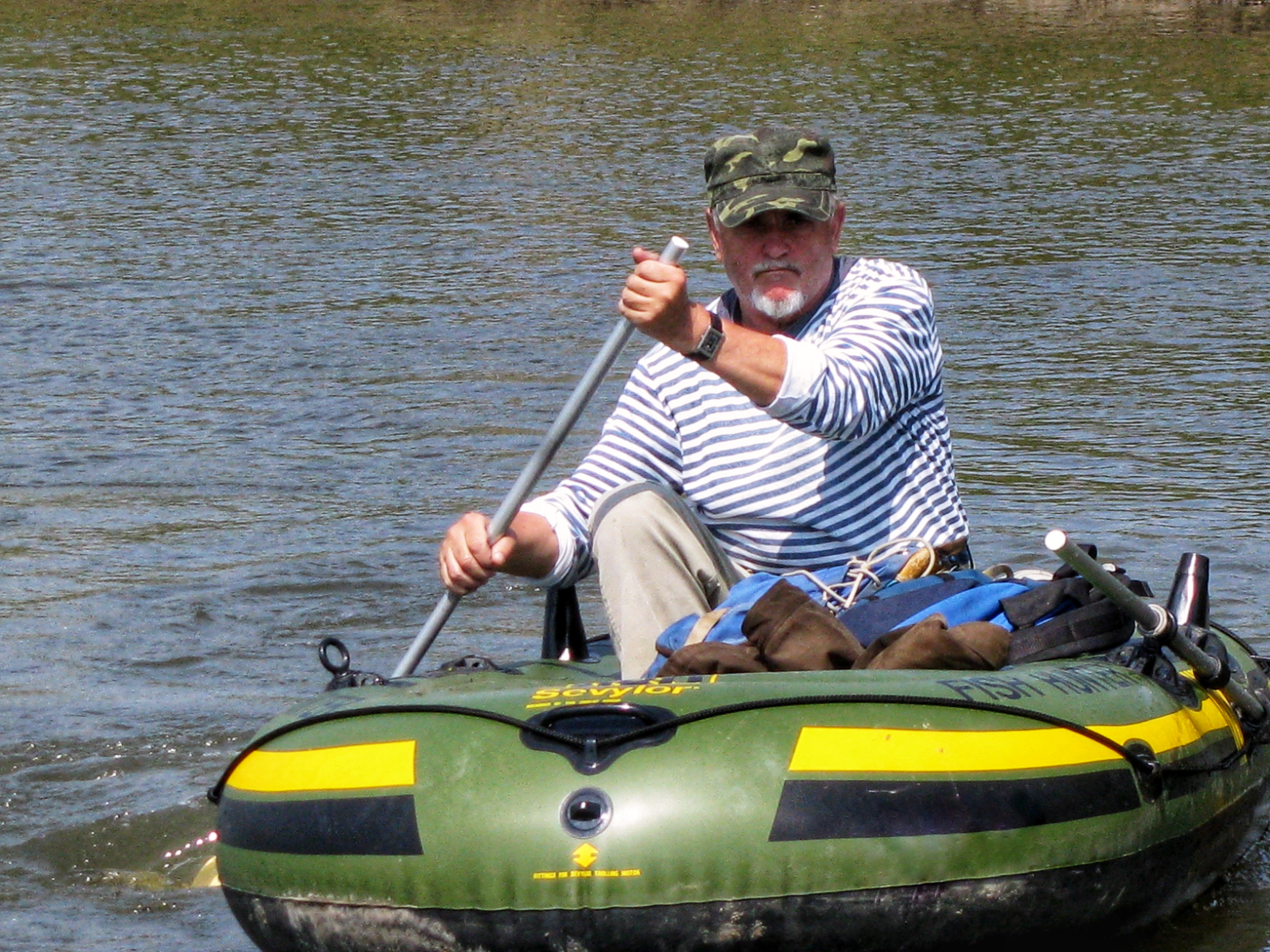
Сплав річкою Горинь

Сплав на річці — один з найпопулярніших видів водного туризму, досить популярний в Україні.

## Плавальні засоби
Для сплаву по річках використовують різного виду засоби, все залежить від типу річки, сезону та уподобань самих спортсменів, здебільшого це є:
- каяк (одномісний плавзасіб)
- каное (одно-, двомісний засіб сплаву);
- катамаран (від 2 до 8 осіб);
- бублик (від 2 до 4 осіб);
- байдарка (одно-, дво- та тримісне судно);
- рафт (від 5 осіб);
- пліт (від 4 і більше осіб);
- надувні човни (від 1 і більше осіб).

## Сплави в Україні
Найпопулярнішими в Україні є річки Карпатського регіону, а також річки з порогами 2-3 категорії складності у Центральній Україні. Інші ж річки мають більш спокійну течію та чудово підходять для сімейного відпочинку. Сезон для сплавів на рівнинних річках триває переважно з квітня до жовтня. Найпопулярнішими гірськими річками є: Чорний Черемош, Прут, Опір, Свіча, Тиса, Чорна Тиса, Черемош, а рівнинними річками є Дністер, Південний Буг, Сіверський Донець, Десна. Також є не менш цікаві, але менш популярні Тетерів, Прип'ять, Горинь, Случ, Стрий, Серет, Збруч, Псел, Сейм, Ворскла, Удай, Сула, Стрипа, Інгулець, Стир, Стохід та інші.